# Johannes Theodoor de Visser

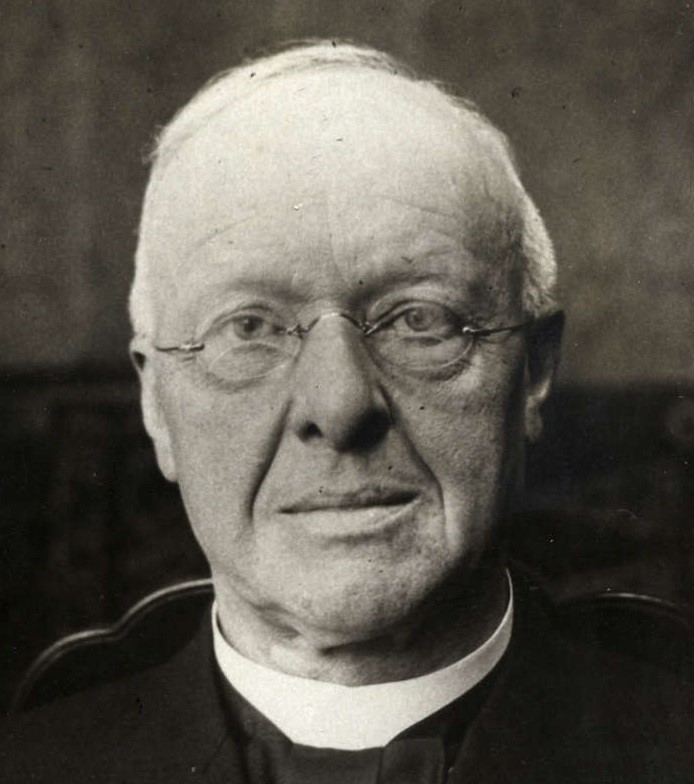
Johannes Theodoor de Visser, 1918

Johannes Theodoor de Visser (* 9. Februar 1857 in Utrecht; † 14. April 1932 in ’s-Gravenhage) war ein niederländischer Geistlicher der niederländisch-reformierten Kirche und Politiker des Christelijk-Historische Kiezersbond (CHK), der Christelijk-Historische Partij (CHP) sowie der Christelijk-Historische Unie (CHU), der unter anderem langjähriges Mitglied der Zweiten Kammer der Generalstaaten sowie mehrere Jahre Minister für Bildung, Kunst und Wissenschaften war.

## Leben

### Studium und Prädikant der niederländisch-reformierten Kirche
Nach dem Besuch des Gymnasiums in Utrecht begann de Visser 1874 ein Studium der Rechtswissenschaften an der Hochschule Utrecht, das er 1879 mit dem Kandidatexamen beendete. Zeitgleich begann er dort ein weiteres Studium der Theologie, welches er im Mai 1880 mit der Promotion mit einer Dissertation unter dem Titel De daemonologie van het Oude Testament „cum laude“ abschloss.
Nach Beendigung des Studiums wurde er im Dezember 1880 Prädikant der niederländisch-reformierten Kirche in Leusden sowie im Anschluss von Mai 1884 bis Mai 1888 in Almelo, ehe er zwischen Mai 1888 und Mai 1892 Prädikant in Rotterdam war. Zuletzt wirkte de Visser zwischen Mai 1892 und September 1909 als Prädikant der niederländisch-reformierten Kirche in Amsterdam.

### Abgeordneter und Minister
Im September 1897 wurde erstmals als Kandidat des Christelijk-Historische Kiezersbond, dessen stellvertretender Vorsitzender er zwischen Dezember 1896 und Februar 1902 war, zum Mitglied der Zweiten Kammer der Generalstaaten gewählt und vertrat zunächst den Wahlkreis Rotterdam I sowie danach von 1901 bis September 1905 den Wahlkreis Amsterdam II. Zwischen Februar 1902 und April 1903 war er schließlich Vorsitzender des CHK.
Im Juni 1905 wurde er als Bewerber der Christelijk-Historische Partij, dessen Vorstand er von April 1903 bis Juli 1908 als Mitglied angehörte, wieder zum Mitglied der Zweiten Kammer der Generalstaaten gewählt, in der nunmehr bis September 1913 den Wahlkreis Leiden vertrat und zwar zuletzt seit Juli 1908 für die Christelijk-Historische Unie. Im Juli 1908 wurde de Visser zunächst stellvertretender Vorsitzender der neugegründeten CHU und war danach von Februar 1913 bis September 1918 Vorsitzender dieser Partei.
Später war er zwischen Juni 1914 und September 1918 abermals Mitglied der Zweiten Kammer, und zwar diesmal für den Wahlkreis Katwijk.
Zeitgleich war de Visser von Juni 1916 bis September 1918 Mitglied des Provinzparlaments (Provinciale Staten) der Provinz Südholland und vertrat dort den Wahlkreis Leiden.
Am 26. September 1918 wurde de Visser zum ersten niederländischen Minister für Bildung, Kunst und Wissenschaften in das Kabinett von Ministerpräsident Charles Ruijs de Beerenbrouck berufen und hatte dieses Amt auch während Beerenbroucks zweiter Amtszeit bis zum 3. August 1925 inne.
Während dieser Zeit war er zwischen Juli und September 1922 abermals Mitglied der Zweiten Kammer sowie zwischen Februar 1921 und Juli 1929 auch politischer Führer der CHU.

### Fraktionsvorsitzender und Staatsminister
Nach seinem Ausscheiden aus der Regierung wurde er im September 1925 wieder zum Mitglied der Zweiten Kammer der Generalstaaten gewählt und gehörte dieser nunmehr bis September 1929 an. Während dieser Zeit war er zugleich Vorsitzender der Fraktion der CHU in der Zweiten Kammer. führte er eine theologisch begründete Debatte über die Gewährung von Zuschüssen für die Olympischen Sommerspiele 1928 in Amsterdam, obwohl er eigentlich ein Gegner der Verwendung von Texten aus der Bibel bei parlamentarischen Debatten war.
Darüber hinaus war de Visser zwischen 1925 und 1929 zusammen mit Reinhardt Snoeck Henkemans Chefredakteur der von der CHU herausgegebenen Tageszeitung de Nederlander sowie außerdem zwischen 1927 und 1928 Mitglied des Hauptvorstandes der CHU.
Anlässlich seines siebzigsten Geburtstages wurde er am 9. Februar 1927 zum Kommandeur des Orden vom Niederländischen Löwen ernannt. Für seine langjährigen politischen Verdienste wurde ihm am 31. August 1931 der Ehrentitel eines Staatsministers verliehen.
De Vissers Sohn Johannes Anthonie de Visser war Jurist und ebenfalls Politiker der CHU, der vom 25. Juli bis 10. August 1939 Justizminister sowie mehrere Jahre Generalstaatsanwalt am Gerichtshof von Arnhem und Mitglied des Hohen Rates der Niederlande war. Sein Cousin zweiten Grades Lou de Visser war zwischen 1925 und 1935 Vorsitzender der Communistische Partij van Holland (CPH) sowie zugleich von 1925 bis 1941 Vorsitzender von deren Fraktion in der Zweiten Kammer. Zuletzt war er nach der Besetzung der Niederlande durch die deutsche Wehrmacht im KZ Neuengamme interniert und kam am 3. Mai 1945 in der Lübecker Bucht ums Leben.

## Veröffentlichungen
- De daemonologie van het Oude Testament, Dissertation, Hochschule Utrecht, 1880
- Hosea, de man des geestes, 1886
- Onze Plichten, 1893
- Hebreeuwsche archeologie, 2 Bände, 1898
- Ons Staatkundig Beginsel, 1908
- De christelijk-sociale beweging van onzen tijd, 1913
- Kerk en Staat, 3 Bände, 1926–1927

## Hintergrundliteratur
- Q.A. de Ridder: Een nationale figuur: biografie over wijlen Z.Ex. Dr. J.Th. de Visser, 1932